# Brigada Orgánica Polivalente
Las Brigadas Orgánicas Polivalentes (BOP) son las brigadas del Ejército de Tierra de España previstas en la Directiva 08/12 del jefe del Estado Mayor del Ejército.: 53–79 
El plan busca unas fuerzas polivalentes que faciliten las rotaciones en las misiones internacionales y se propone optimizar las capacidades operativas para escenarios de amenazas híbridas de guerra convencional y guerra asimétrica. 
Se prevé la existencia de ocho brigadas orgánicas polivalentes, cuatro de ellas contarán con dos batallones de infantería con vehículos de combate sobre ruedas (VCR) 8×8, un batallón ligero de infantería con capacidad aerotransportable y una unidad de reconocimiento, y las otras cuatro con un batallón de carros de combate, un batallón de infantería con vehículos de combate de infantería de cadenas Pizarro, otro con el VCR 8×8, un tercero ligero aerotransportable y una unidad de reconocimiento.: 69–73 

## Motivación
La estructura del Ejército de Tierra anterior a esta reorganización contaba con el equivalente de diez grandes unidades del tamaño de una brigada, incluyendo la Jefatura de Tropas de Montaña, además de las unidades de guarnición en Ceuta, Melilla y las Islas Baleares. Estas diez brigadas tenían una composición muy variada y el creciente número de despliegues internacionales del Ejército requería la rotación de todas ellas. Debido a las diferencias entre las distintas brigadas y a las carencias de equipo de algunas de ellas, se requería frecuentemente la combinación de unidades y medios de distintas brigadas para poder formar agrupaciones equilibradas y consistentes.

Unidades de maniobra del Ejército de Tierra de España antes de la reorganización del 2015

La misión primaria de las Fuerzas Armadas debe ser siempre la defensa de la nación, con lo que se tiene que contar con fuerzas que, independientemente de las necesidades de la cooperación internacional, proporcionen una capacidad de disuasión creíble frente a las amenazas exteriores. Al mismo tiempo y hoy en día, el uso más frecuente de esas fuerzas va a ser en operaciones de mantenimiento de la paz y de seguridad, la mayoría de las veces en conflictos asimétricos que pueden requerir capacidades muy distintas de las necesarias para la defensa nacional.: 56 
El análisis de la situación estratégica efectuado por el CESEDEN concluye en que las amenazas futuras serán de carácter híbrido, combinando el conflicto bélico convencional con la confrontación de tipo asimétrico. Se prevé que el adversario en algunos casos combinará los ataques convencionales con el terrorismo, la propaganda y los ciberataques, y que en la mayoría de los casos habrá necesidad de desplegar fuerzas terrestres para combatir al enemigo y para proteger a la población civil. Estas fuerzas requerirán apoyos de fuego, de movilidad y logísticos, y también podrán requerir intervenciones por parte de fuerzas de operaciones especiales. Las unidades del Ejército deberán ser capaces de defenderse y responder a amenazas de todos los niveles, y necesitarán ser flexibles y adaptables, minimizando tanto las bajas propias como los daños colaterales.: 60–64 

## Brigadas Orgánicas Polivalentes
La motivación descrita anteriormente es la razón por la que el Ejército de Tierra ha decidido implementar una nueva organización de la fuerza que transforma las brigadas especializadas en Brigadas Orgánicas Polivalentes. La polivalencia es una respuesta a la incertidumbre de cuales serán los escenarios de las futuras operaciones, con la necesidad de asegurar el adiestramiento en combate para todos los tipos de unidades y a todos los niveles. La reforma tiene la intención de dar a cada brigada la capacidad de actuar con eficacia en todos los niveles posibles de conflicto, tanto en la defensa del territorio nacional como en operaciones internacionales. Todas las especialidades de la brigada deberán prepararse para desempeñar cometidos secundarios cuando sea requerido, por ejemplo cuando su cometido o medios principales no sean necesarios en la operación en curso.: 64–65 
En la organización anterior del Ejército de Tierra había varios modelos de brigadas especializadas (paracaidista, de montaña, aerotransportada, ligera, acorazada, mecanizada, de caballería…), mientras que en la nueva organización se quiere que haya brigadas de capacidades más completas y más similares entre sí. Se quiere también que las capacidades requeridas sean orgánicas a la brigada para que la brigada no necesite de forma frecuente refuerzos provenientes de otras unidades para completar las capacidades requeridas para su despliegue, independientemente de la intensidad del conflicto y del entorno operativo previsto. Eso no significa que en ocasiones las brigadas no puedan ser reforzadas, por ejemplo con un batallón acorazado o con un destacamento de helicópteros, para potenciar su capacidad si el escenario lo requiere.: 65–66 

Organización de una Brigada Orgánica Polivalente del modelo 1

Organización de una Brigada Orgánica Polivalente del modelo 2

La reorganización destina los grupos provenientes de la antigua Brigada de Caballería Castillejos para que cada brigada cuente con un grupo de caballería, disuelve la Brigada de Infantería Ligera «San Marcial» V y la Jefatura de Tropas de Montaña, añadiendo un batallón de infantería ligera a las antiguas brigadas mecanizadas y acorazada, y recreando la Brigada Aragón que combina batallones de infantería de la Jefatura con otras unidades de la Castillejos y la San Marcial. El resultado es ocho brigadas de dos modelos distintos. El primero, ligero o sobre ruedas, cuenta con cuatro unidades de maniobra: tres batallones de infantería y un grupo de caballería, mientras que el segundo, pesado o sobre cadenas, cuenta con cinco unidades de maniobra: cuatro de infantería, incluyendo un batallón de carros de combate, y una de caballería. Además, todas las brigadas cuentan con un grupo de artillería mixta, de campaña y antiaérea, un batallón de zapadores, un grupo logístico y un batallón de cuartel general. Tanto las unidades de artillería como las de zapadores serán equipadas con materiales heterogéneos para que puedan apoyar a todas las unidades de la brigada en cualquier tipo de despliegue. Una de las novedades de la reorganización es la creación de regimientos acorazados en las brigadas pesadas que acogen a un batallón de infantería de carros de combate y a un grupo de caballería. Aunque hubiera sido deseable que ambos modelos de brigadas contaran con el mismo número y similar tipo de unidades, incluyendo un batallón de carros o de cazacarros en las del primer modelo, las realidades presupuestarias no lo han permitido.: 68–70 
Si bien la misión principal del Ejército de Tierra es la defensa de la nación, la nueva organización también facilita las tareas expedicionarias derivadas del apoyo a las operaciones de las Naciones Unidas, de la Unión Europea y de la OTAN. Las cuatro brigadas de cada uno de los dos modelos van a permitir una rotación de unidades que permitirá en todo momento contar con dos brigadas (una de cada modelo) con unidades desplegadas en las operaciones multinacionales en curso, dos brigadas en un estado de alta disponibilidad, y las otras cuatro en recuperación, preparación y adiestramiento. Se prevé que como máximo los despliegues al exterior sean de no más de seis meses de cada dos años.: 66–67 
Las cuatro brigadas pesadas estarán encuadradas en la División «San Marcial» y tres de las ligeras en la División «Castillejos», ambas de nueva creación. La cuarta brigada ligera dependerá del Mando de Canarias. Se preservará la capacidad de formar una agrupación paracaidista basada en unidades de la Brigada Almogávares y una agrupación de montaña basada en unidades de la Brigada Aragón. En el futuro se prevé que los batallones de las brigadas pesadas equipados con M113 y dos batallones de infantería de cada una de las brigadas ligeras pasen a estar equipados con la versión de vehículo de combate de infantería (VCI) del VCR 8x8, y que otras versiones especializadas de reconocimiento (VCC) y de zapadores (VCZ) sustituyan a los VEC, los M113 y los BMR-600 utilizados por los grupos de caballería y los batallones de zapadores.: 69–73 

Unidades de maniobra del Ejército de Tierra de España después de la reorganización del 2015

## Las brigadas
Las brigadas son las siguientes:
- Brigada «Aragón» I, BOP I.
- Brigada «Rey Alfonso XIII» II de La Legión, BOP LEG II.
- Brigada «Almogávares» VI de Paracaidistas, BOP PAC VI.
- Brigada «Galicia» VII, BOP VII.
- Brigada «Guzmán el Bueno» X, BOP X.
- Brigada «Extremadura» XI, BOP XI.
- Brigada «Guadarrama» XII, BOP XII.
- Brigada «Canarias» XVI, BOP XVI.